# Le Double Indice
Pour le téléfilm, voir Un indice de trop.
Le Double Indice (The Double Clue), parfois titrée Un indice de trop, est une nouvelle policière d'Agatha Christie, mettant en scène le détective belge Hercule Poirot.
Initialement publiée le 5 décembre 1923 dans la revue The Sketch au Royaume-Uni, cette nouvelle n'a été reprise en recueil qu'en 1961, dans Double Sin and Other Stories aux États-Unis. Elle a été publiée pour la première fois en France dans la revue Mystère magazine en mars 1959, puis dans le recueil Allô, Hercule Poirot en 1971.

## Personnages
- Hercule Poirot : détective privé.
- Capitaine Hastings : ami de Poirot, narrateur de la nouvelle.
- Marcus Hardman : riche bourgeois victime du vol de ses bijoux.
- Suspects :
  - M. Johnston : millionnaire sud-africain.
  - Vera Rossakoff : comtesse (émigrée) russe.
  - Bernard Parker : jeune homme désargenté.
  - Lady Runcorn : membre de la haute société.

## Résumé
On a volé à Marcus Hardman des bijoux, et notamment un magnifique collier d'émeraudes. La veille, il a donné une petite réception, à la suite de laquelle il a découvert le vol de ses précieux bijoux. Le voleur ou la voleuse ne pouvant être que l'un de ses quatre invités, il demande à Poirot d'enquêter discrètement.
Inspectant le coffre où se trouvaient les bijoux volés, Poirot aperçoit un gant d'homme et un petit étui à cigarettes (c'est le « double indice » du titre). Des initiales « B » et « P » sont gravées sur l'étui. Cela semble accuser Bernard Parker.
Puis Poirot, accompagné d'Hastings, rencontre Bernard Parker puis Vera Rossakoff. M. Johnston et Lady Runcorn, absents, ne peuvent pas être rencontrés.

### Dénouement et résolution de l'énigme
Les initiales  « B » et « P » gravées sur l'étui ne se réfèrent pas à Bernard Parker mais à Vera Rossakoff. En effet, dans l'alphabet russe, le « V » s'écrit « B » et le « R » s'écrit « P ». L'étui appartenait à la comtesse Rossakoff, qui l'avait laissé volontairement dans le coffre pour induire en erreur l'éventuelle enquête policière. Une fois que Poirot lui a montré qu'il avait trouvé la vérité, sur la demande du détective la comtesse Rossakoff lui restitue les bijoux.

## Publications
Avant la publication dans un recueil, la nouvelle avait fait l'objet de publications dans des revues :
- le 5 décembre 1923, au Royaume-Uni, dans la collection « The Grey Cells of M. Poirot II », dans le no 1610 (vol. 124) de la revue The Sketch[1],[2] ;
- en août 1925, aux États-Unis, dans la collection « The Grey Cells of M. Poirot II », dans le no 4 (vol. 41) de Blue Book Magazine[1] ;
- en juillet 1956, aux États-Unis, dans le no 152 (no 1, vol. 28) de la revue Ellery Queen's Mystery Magazine[3] ;
- en septembre 1956, en Australie, dans le no 111 de la revue Ellery Queen's Mystery Magazine (Australia)[4] ;
- en mars 1959, en France, sous le titre « Double Indice », dans les colonnes du no 134 de la revue Mystère magazine[5].

La nouvelle a ensuite fait partie de nombreux recueils :
- en 1961, aux États-Unis, dans Double Sin and Other Stories[1],[6] (avec 7 autres nouvelles) ;
- en 1971, en France, sous le titre « Un indice de trop », dans Allô, Hercule Poirot[7] (avec 5 autres nouvelles) ;
- en 1974, au Royaume-Uni, dans Poirot's Early Cases[1],[8] (avec 17 autres nouvelles) ;
- en 1974, aux États-Unis, dans Hercule Poirot's Early Cases (recueil ne reprenant que 15 des 18 nouvelles du recueil britannique) ;
- en 2000, en France, dans la réédition de Le Bal de la victoire (reprenant la composition du recueil américain de 1974).

## Autour de la nouvelle
Dans le roman Le Crime de l'Orient-Express, Agatha Christie utilisera de nouveau le stratagème des lettres russes qui ne correspondent pas à l'alphabet latin, au sujet d'un mouchoir perdu par la comtesse Natalia Dragomiroff.

## Adaptation
- 1991 : Un indice de trop (The Double Clue), téléfilm britannique de la série télévisée Hercule Poirot (26e épisode, 3.07), avec David Suchet dans le rôle principal.